# Cơ quan Vũ trụ Israel
Cơ quan Vũ trụ Israel (tiếng Hebrew: סוכנות החלל הישראלית, Sochnut HaHalal HaYisraelit, tiếng Anh: ISA, Israel Space Agency) là một cơ quan chính phủ nghiên cứu vũ trụ, thành phần của Bộ Khoa học và Công nghệ Israel, và nó kết hợp tất cả các chương trình nghiên cứu vũ trụ Israel với mục tiêu khoa học và thương mại.
Cơ quan này được thành lập bởi các nhà vật lý lý thuyết, giáo sư Yuval Ne'eman vào năm 1983 để thay thế cho Ủy ban Quốc gia về Nghiên cứu Vũ trụ (National Committee for Space Research) được thành lập vào năm 1960 để thiết lập cơ sở hạ tầng cần thiết cho sứ mệnh không gian .
Lãnh đạo ISA hiện là Chủ tịch Giáo sư Isaac Ben Israel (Yitzchak Ben Yisrael)  và Tổng Giám đốc Menachem Kidron .

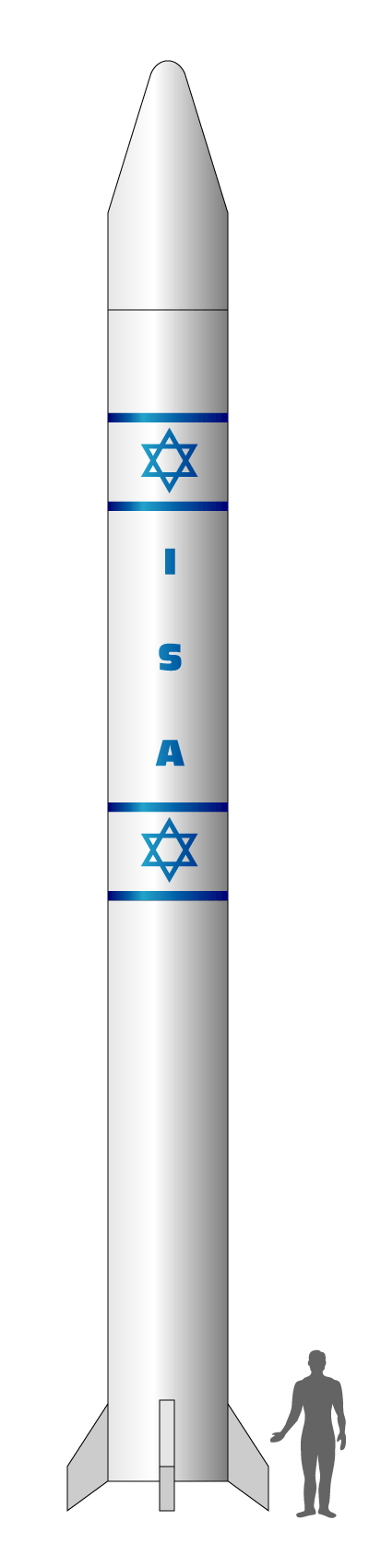
Shavit Rocket